# Reguła Allena

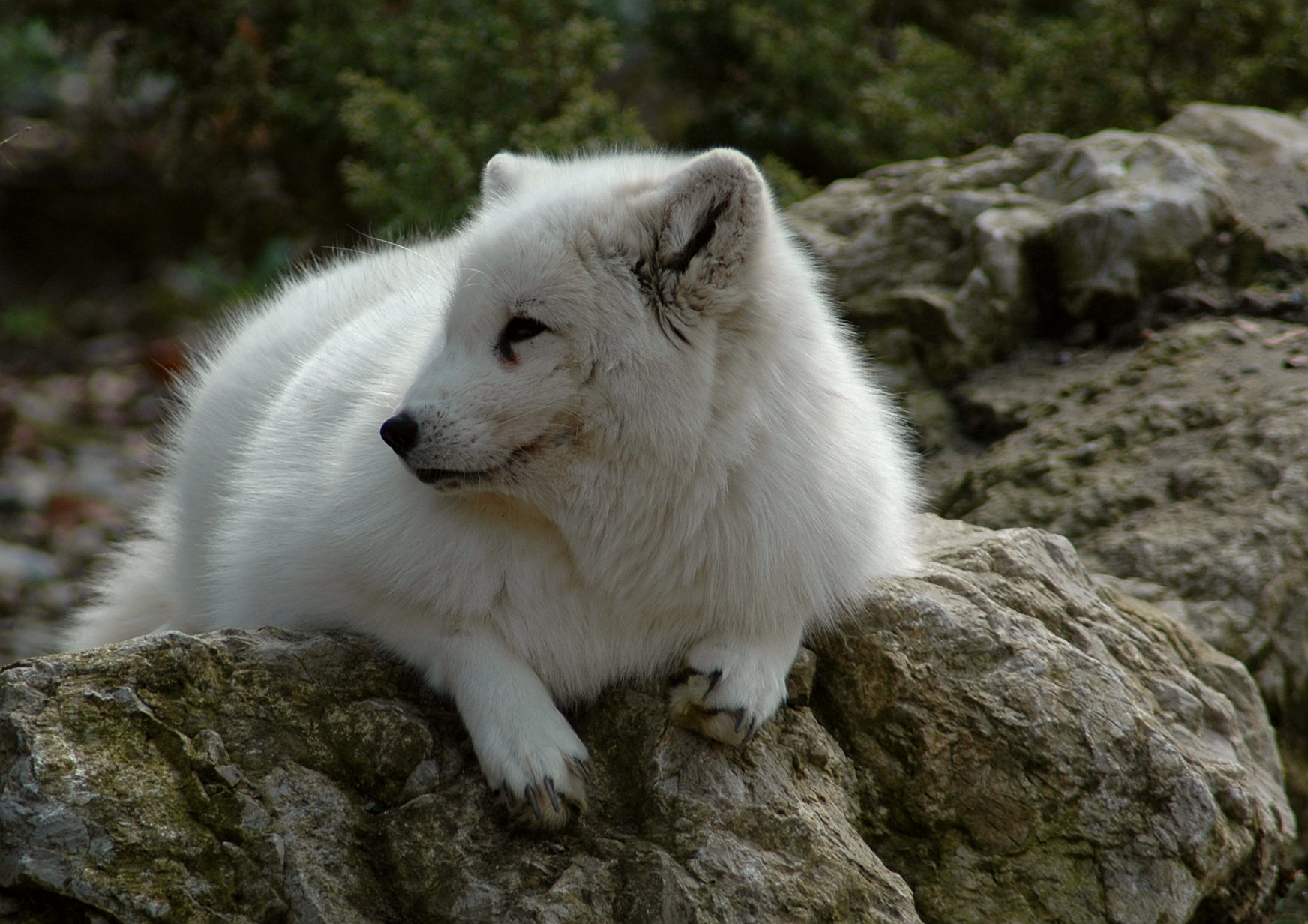
Lis polarny ma mniejsze uszy...

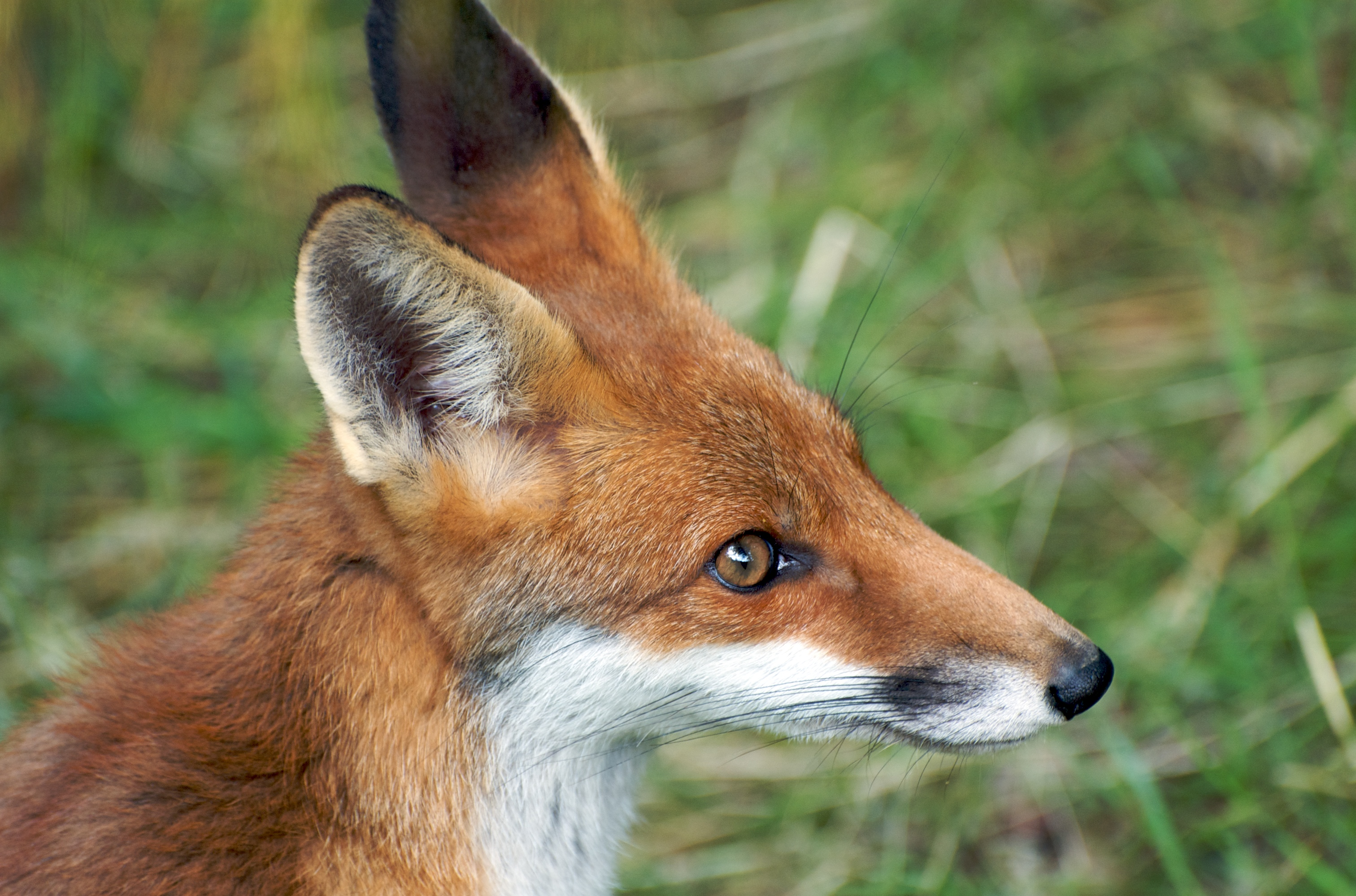
...niż lis rudy

Reguła Allena – reguła ekogeograficzna sformułowana w 1877 roku przez Joela Allena, która mówi, że peryferyjne części ciała zwierząt stałocieplnych (np. uszy) są na ogół mniejsze u gatunków (lub ras) zamieszkujących strefy o klimacie chłodnym niż tych zamieszkujących strefy gorące. Różnice te mają charakter adaptatywny (cechy adaptatywne), ponieważ im krótsze są części wystające, tym mniej są narażone na utratę ciepła. Ludy tubylcze strefy tropikalnej odznaczają się na ogół smukłą budową ciała i długimi kończynami, zaś u ludów strefy podbiegunowej przeważa budowa ciała krępa, o stosunkowo krótkich kończynach (Inuici).
Reguła Allena dotyczy zwierząt stałocieplnych (ptaki, ssaki) i zmiennocieplnych (owady, pająki).